# Девиен
Девиен — дворянский род.
Потомство действительного статского советника Франца Петровича Девиен († 8 янв. 1885 г.), Определением Правительствующего Сената от 22 сентября 1875 г., по личным заслугам, утверждённого в потомственном дворянском достоинстве с сыновьями: Виктором, Петром и Сергеем, которым выданы свидетельства о дворянстве, с правом на внесение в третью часть дворянской родословной книги.

## Описание герба
В червлёном щите золотой орел с чёрными глазами и языком.
Над щитом дворянский шлем с червлёно-золотым венчиком. Нашлемник: туловище негра без рук, повёрнутое вправо в червлёном одеянии с золотыми пуговицами, в червлёной шляпе с горностаевой опушкой. Намёт: червлёный с золотом. Герб Девиена внесён в Часть 13 Общего гербовника дворянских родов Всероссийской империи, стр. 174.